# Rain on Me
„Rain on Me” este un cântec al interpretei americane Ashanti. Acesta a fost compus de către Irv Gotti și a fost inclus pe cel de-al doilea material discografic de studio al artistei, Chapter II. „Rain on Me” a fost lansat ca cel de-al doilea single al albumului pe data de 19 august 2003.
Piesa a obținut poziția 7 în Billboard Hot 100 și s-a poziționat pe locul 2 în Billboard Hot R&B/Hip-Hop Songs. Discul s-a clasat în top 20 în Regatul Unit și a urcat până pe trepta cu numărul 38 în clasamentul mondial, United World Chart.

## Lista cântecelor
Disc single distribuit în Statele Unite ale Americii
1. „Rain on Me” (versiunea de pe album)
2. „Rain on Me” (remix de Taz & Vanguard)
3. „Baby”
4. „Rain on Me” (videoclip)

## Clasamente
| Clasament                            | Poziția maximă | Referință |
| ------------------------------------ | -------------- | --------- |
| Canadian Singles Chart               | 29             | [ 7 ]     |
| Euro 200                             | 68             | [ 8 ]     |
| German Singles Chart                 | 70             | [ 3 ]     |
| Swiss Singles Chart                  | 85             | [ 3 ]     |
| UK Singles Chart                     | 19             | [ 4 ]     |
| U.S. Billboard Hot 100               | 7              | [ 3 ]     |
| U.S. Billboard Hot R&B/Hip-Hop Songs | 2              | [ 7 ]     |
| United World Chart                   | 38             | [ 5 ]     |

## Datele lansărilor
| Țara                       | Data              | Format      | Referință |
| -------------------------- | ----------------- | ----------- | --------- |
| Statele Unite ale Americii | 19 august 2003    | disc single | [ 1 ]     |
| Australia                  | 15 decembrie 2003 | disc single | [ 9 ]     |
| Canada                     | 2 decembrie 2003  | disc single | [ 10 ]    |